# مستشفى جامعة الأزهر التخصصي
مستشفى جامعة الأزهر التخصصي هو مستشفى تعليمي حكومي مصري، وأحد مستشفيات جامعة الأزهر، تمتلكه كلية الطب جامعة الأزهر بالقاهرة، وتقوم بإدارته وتشغيله شركة جلوبال ميديكال الإماراتية، يقع بحي مدينة نصر بمدينة القاهرة، على مساحة حوالي 25 فدان، وضع حجر أساس المستشفى سنة 1992، وبدأت أعمال الإنشاءات سنة 1995، واُفتتح رسميًا في 2 سبتمبر 2015، بلغت طاقته الاستيعابية سنة 2015 حوالي 850 سرير، منهم 100 سرير عناية مركزة، 72 عيادة خارجية، 24 غرفة عمليات، 18 وحدة غسيل كلوي، و50 حضانة أطفال.

## الأقسام والتخصصات
يضم المستشفى ثمانية مباني رئيسية هي مبنى الوحدات التمريضية، مبنى الطوارىء، مبنى العيادات الخارجية، مبنى التشخيص العلاجي، مبنى الإدرة، مبنى سكن الأطباء، مبنى شريان الحركة، ومبنى الخدمات الكهروميكانيكية، ويضم المستشفى 72 عيادة خارجية في مختلف التخصصات الطبية أهمها الطوارئ، التخدير، الأسنان، الجراحة بأنواعها، المناظير بأنواعها، القلب والصدر وجراحاته، المسح الذري، علاج الأورام، الأنف والأذن والحنجرة، أمراض الصدر، الجلدية والتناسلية، الجهاز الهضمي والكبد، النفسية والعصبية، طب المسنين، الكلى والغدد الصماء، النساء والتوليد، العيون، الأطفال، الأشعة، والمعامل.

## وصلات خارجية
- الموقع الرسمي لكلية الطب جامعة الأزهر.